# Trabajo colaborativo
El trabajo en equipo, también llamado producción entre pares (peer production en inglés) o colaboración en masa, es una forma de producir bienes y servicios que se basa en comunidades de individuos autoorganizadas. En tales comunidades, el trabajo de muchas personas se coordina hacia un resultado compartido. La producción entre pares es un proceso que aprovecha las nuevas posibilidades de colaboración que ofrece Internet y se ha convertido en un modo generalizado de trabajo. Ese trabajo colaborativo de masas se lleva a cabo gracias a la existencia de un sistema sociotécnico que permite a miles de personas cooperar eficazmente para crear un resultado que es de todos, que no reconoce a un autor exclusivo y que puede usarse, independientemente de que se haya o no colaborado en su creación. Estos esfuerzos colectivos se llevan a cabo sin obligaciones formales entre los colaboradores, ni entre estos y el proyecto.
La producción entre pares es un esfuerzo de colaboración que admite una cantidad ilimitada de aportaciones y de cambios que se pueden hacer en ellas. En términos éticos, muchos individuos pueden encontrarse cooperando productivamente con extraños y conocidos en un alcance nunca antes visto.

## Definición

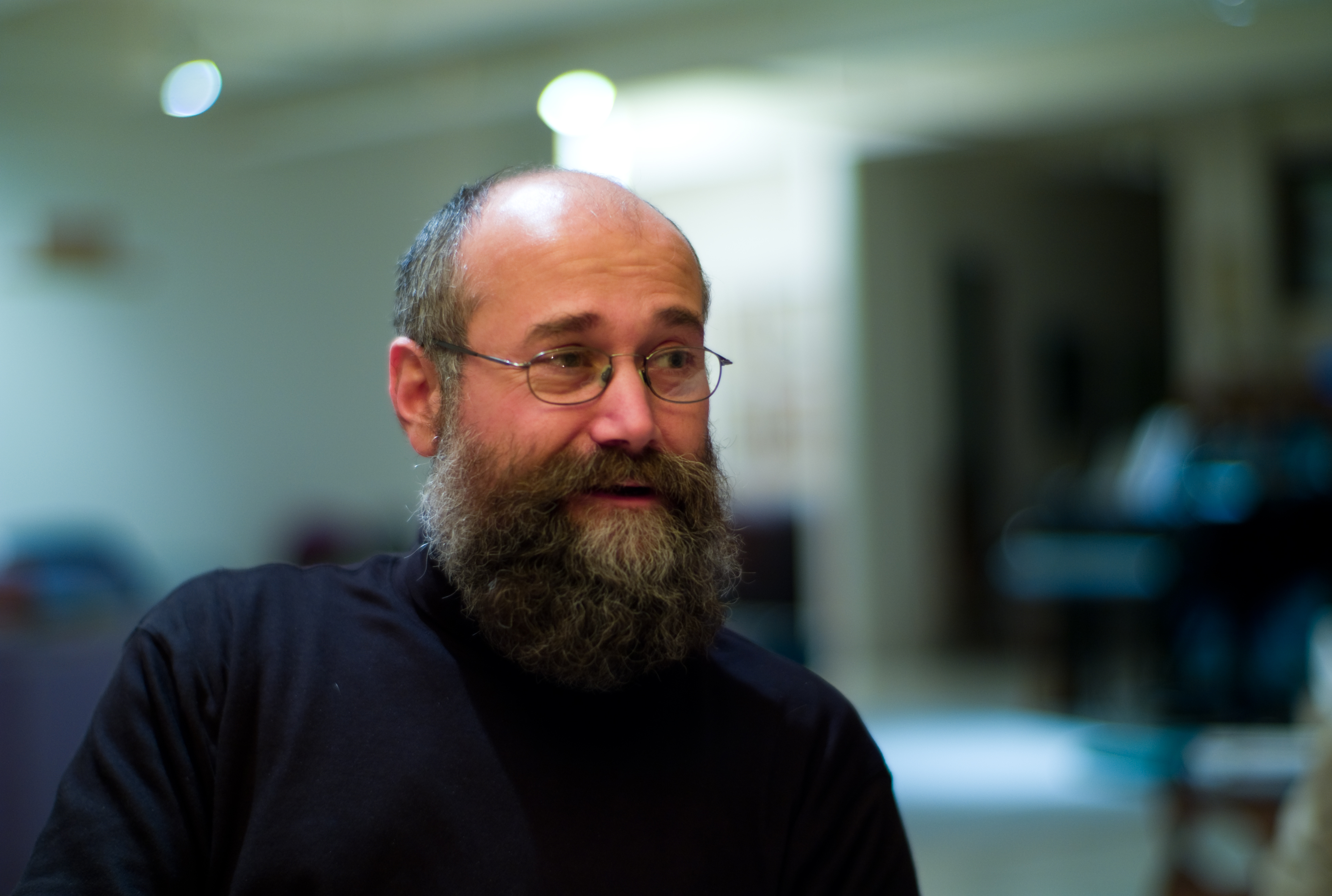
Yochai Benkler

El término fue acuñado por Yochai Benkler, catedrático de la Facultad de Derecho de la Universidad de Harvard. Está basado en los principios filosóficos del bien común y del altruismo y en unos cuantos principios operativos, con enfoque por resultados, que guían al proyecto, y que comparten quienes toman parte en él, generalmente voluntarios, que son expertos o al menos conocedores de la información que ponen de manera abierta, es decir a disposición de quien la quiera. Yochai Benkler describe al trabajo colaborativo como "el sistema de producción, distribución y consumo de bienes de información que se caracteriza por acciones individuales descentralizadas, ejecutadas a través de medios ampliamente distribuidos y ajenos al mercado y a sus estrategias”
El esfuerzo es sostenido por una combinación de voluntariado y la buena voluntad, la tecnología y alguna ley -en su mayoría de licencias- como es la Licencia Pública General de GNU, que gobierna la mayoría del software libre desarrollado y una buena parte de la participación de auto-servicio. Por ejemplo, en el caso de la Wikipedia, sus textos están disponibles generalmente bajo la Licencia Creative Commons Atribución Compartir Igual 3.0; y en todas sus páginas se aclara que Wikipedia es una marca registrada de la Fundación Wikimedia, Inc., una organización sin ánimo de lucro.
En ocasiones, algunas instituciones, como hizo IBM, financian parte del trabajo colaborativo, sin que eso implique que lo reclamen como de su propiedad o que limiten el acceso a quien desee tenerlo. Esas instituciones suelen beneficiarse del desarrollo del proyecto vendiendo servicios o equipos relacionados con él.
Uno de los primeros trabajos colaborativos con Clickworkers fue un experimento de la NASA en el que colaboraron decenas de miles de voluntarios. Hacían entradas de cinco minutos para mapear y clasificar los cráteres de Marte. La realización de tareas repetitivas que normalmente requerirían que los doctores trabajaran a tiempo completo durante meses, permitió liberar a esos científicos, que se dedicaron a tareas más analíticas. En los primeros seis meses de operación del proyecto, más de 85,000 usuarios visitaron el sitio y la mayoría contribuyó al esfuerzo. Los resultados se obtuvieron tras 1.9 millones de entradas, incluyendo entradas redundantes en los mismos cráteres, usadas para promediar los errores. Un análisis de la calidad de las marcas hasta ese momento mostró que el consenso computarizada de un gran número de Clickworkers arroja resultados prácticamente indistinguibles de las entradas de un geólogo con años de experiencia en la identificación de los cráteres marcianos.
En el 2006, cuando Yochai Benkler acuñó el término de trabajo colaborativo y sus sinónimos, los productos estrella de código abierto o libre, como el desarrollo de sistemas de software GNU / Linux y el servidor de la web Apache, eran los más famosos entre incontables proyectos de desarrollo de software libre y cientos de miles de desarrolladores de software colaboraban en ellos con resultados de alta calidad.

## Ejemplos
El software libre y de código abierto y el hardware de código abierto son dos ejemplos de producción entre pares. Una de las primeras instancias de producción en red en pares es el Proyecto Gutenberg, un proyecto en el que los voluntarios ponen a disposición en línea obras sin derechos de autor. Los ejemplos incluyen Wikipedia, una enciclopedia en línea y Linux, un sistema operativo de computadora. Las empresas con fines de lucro utilizan principalmente implementaciones parciales de producción entre pares, en sitios como Flickr, Etsy, Digg y Delicious, entre otros. La producción entre pares también se puede utilizar compartiendo diseños de hardware de código abierto para replicar con tecnologías de fabricación digital como las impresoras 3D RepRap. La producción entre pares se refiere al proceso de producción en el que se basan los ejemplos anteriores. La producción entre pares basada en bienes comunes es un subconjunto de la producción entre pares.
Los productos de crowdsourcing, como los libros de cocina comunitarios, son una forma de producción entre pares. La producción entre pares también se está expandiendo más allá de la producción de conocimiento, en el ámbito de la fabricación. Por ejemplo, ahora hay varios tipos de tecnología apropiada de código abierto como el uso de biomateriales.
La producción entre pares también se ha utilizado en la producción colaborativa de recursos educativos abiertos (REA). Las plataformas de cursos masivos abiertos en línea (MOOC) también han generado interés en construir libros electrónicos en línea. La Peer to Peer University ha aplicado los principios de producción entre pares a las comunidades de aprendizaje abierto en línea y al aprendizaje entre pares.

## Elementos

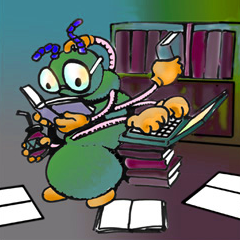
Dibujo de un wikipedista en acción, que ilustra y sugiere que, a través de las herramientas adecuadas, su trabajo colaborativo masivo puede desarrollarse en forma individual, sin perder su característica de grupal.

- Objetivos: de la organización que desea compartir conocimiento; particulares, proyecto bien definido.
- Ambiente: software abierto y participación individual.
- Motivación: las personas involucradas están convencidas de la necesidad de compartir conocimiento, y gustan del proyecto. La Wikipedia es el ejemplo más grande y universal de trabajo colaborativo.
- Tipo de proceso: se formaliza en los resultados.
- Aporte individual: conocimiento y experiencia personal para compartir conocimientos con personas conocidas o desconocidas, con quienes generalmente no se tiene contacto, y que ni siquiera es necesario que hablen el mismo idioma o que compartan intereses en otros ámbitos que no sean los del conocimiento y de la base de datos que se desarrolla y perfecciona.
- Elementos de ayuda: contar con canales de comunicación abiertos y siempre disponibles (plataformas web, teléfonos móviles, etc).
- Reglas rígidas, definidas previamente por quien inicia el proyecto.
- Productividad: la finalidad es compartir conocimientos. Se mide por el número de consultas y de información que los usuarios van estableciendo. En el caso de Wikipedia también puede medirse por la cooperación monetaria que dan sus usuarios a cambio de que el proyecto se conserve abierto y sin publicidad.
- Preocupación: compartir la mejor información para mejorar el conocimiento universal.
- Software: está a cargo de quien lanza el proyecto y lo mantiene operando.

El proceso de aprendizaje es libre, autodidacta, sin retroalimentación, como sucede en la Wikipedia y provoca un desarrollo personal de autorregulación. El trabajo colaborativo no genera sentido de grupo, sino más bien uno de colaboración por el conocimiento, a diferencia del trabajo cooperativo que se enfoca a su ejecución por un grupo que "ayuda a potenciar aspectos afectivos actitudinales y motivacionales, generando insumos positivos para el logro de los aprendizajes" Martí (1996, 54).[cita requerida] El hecho de participar en un proyecto con objetivos claros, da sentido de pertenencia, pero no está enfocado a generar lazos de amistad, ni los proyectos funcionan como una red social.

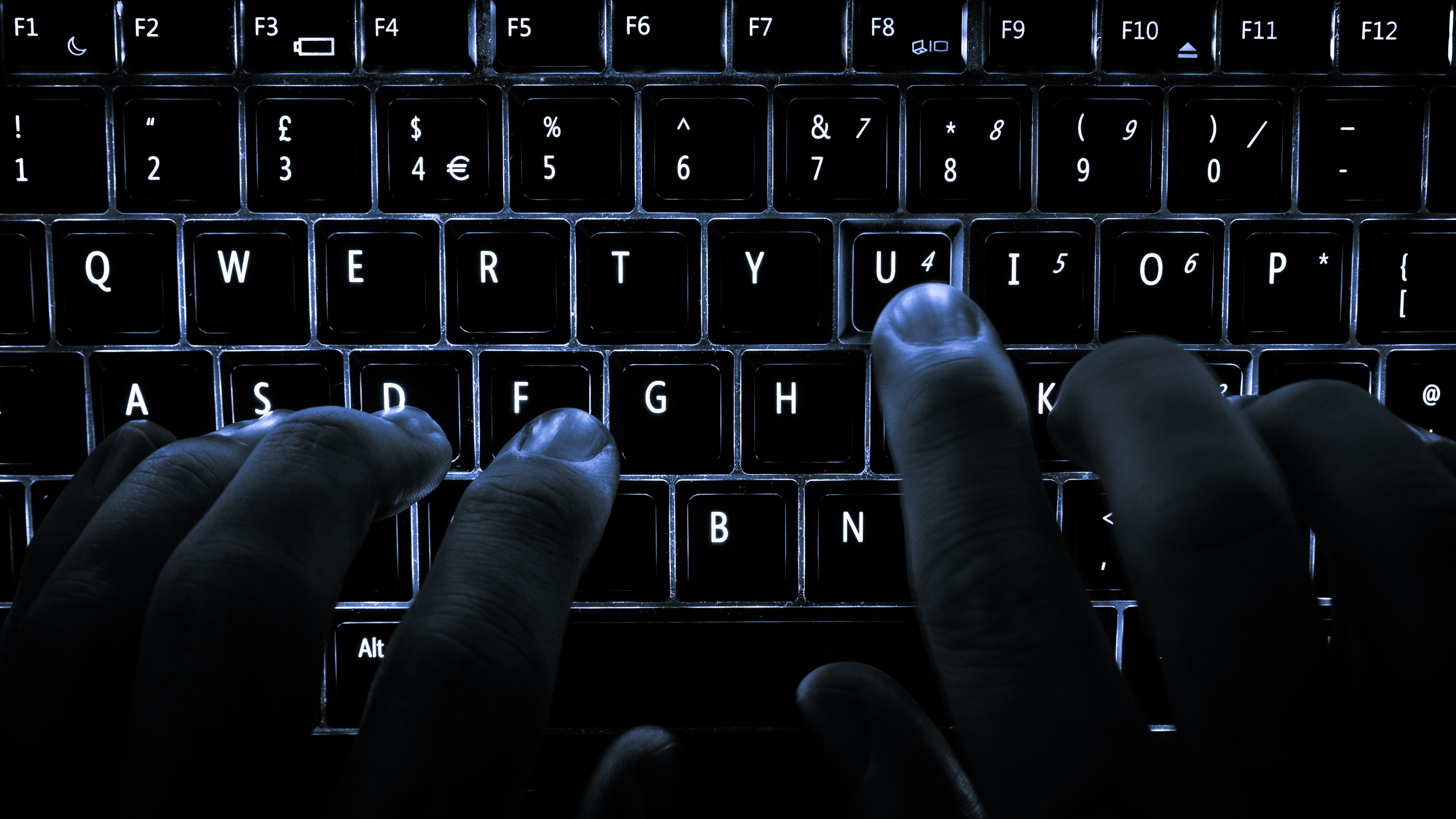
En cualquier parte del mundo el teclado ayuda al trabajo colaborativo

El objetivo de un trabajo colaborativo es producir un conocimiento tangible, de utilidad general, además de generar una motivación extra en todos los participantes de este trabajo.
La enciclopedia Wikipedia es un ejemplo de plataforma colaborativa que tiene como fin la difusión libre del conocimiento, a través del trabajo de millones de usuarios que a diario actualizan y mejoran sus contenidos y que sólo interactúan en función del contenido, para discutir la pertinencia o no de alguna colaboración.

## Trabajo en equipo y trabajo colaborativo
Normalmente las personas tienden a confundir trabajo en equipo y trabajo colaborativo, las principales diferencias se pueden resumir:
| Características   | Trabajo en equipo                | Trabajo colaborativo                |
| ----------------- | -------------------------------- | ----------------------------------- |
| Sujetos           | Grupos organizados para la tarea | Personas que comparten conocimiento |
| Liderazgo         | Definido                         | "Informal"                          |
| Responsabilidad   | Compartida                       | Individual                          |
| Objetivo final    | Optimizar un resultado           | Producir conocimiento               |
| Rol del encargado | Coordinador                      | No existe esa figura                |

En el trabajo colaborativo se combinan procesos psicológicos de distinto orden. Por una parte se encuentra la actividad cognitiva que realizan los participantes sobre el conocimiento de dominio, y que implica la co-construcción del conocimiento. Por otra parte se encuentra la actividad meta-grupal que realizan los participantes para regular la tarea, participación y motivación del grupo.
Trabajar en equipo es importante, pero es aún más aprender a hacerlo de manera colaborativa, dando lugar a grupos más productivos y eficaces. El trabajo en colaboración se configura de manera flexible según las necesidades de los proyectos y promueve entornos para que la comunicación sea fluida, creando espacios en los que todos tengan la oportunidad de expresar sus puntos de vista. En este sentido, están apareciendo metodologías que se basan en el sistema de trabajo colaborativo.  Marta Romo, socia directora de Be-Up, menciona el modelo Agile, en el que "se acepta que los problemas no estén bien definidos y el desarrollo de los proyectos es dinámico, pues está abierto a cambios. Asimismo, otorga responsabilidad compartida a todos los miembros de un equipo. Por ejemplo, se puede tener un jefe diferente en función del proyecto en el que se participa o que exista un perfil que dinamice y facilite la resolución de interacciones".

## Trabajo Colaborativo en Educación
Las teorías de educación actuales plantean la necesidad de crear estructuras de aprendizaje cooperativo generalizadas, puesto que cuando las personas cooperan:
- El nivel de rendimiento y la capacidad de cambio es mayor que en la situación individual (sinergia).

- La experiencia de coordinación social permite aplicar lo aprendido a nuevas situaciones (autorregulación y transferencia).

- Se produce un mayor desarrollo del aprendizaje derivado del conflicto sociocognitivo que se deriva de la confrontación simultánea de diversas perspectivas (pensamiento crítico).

- Se da una correlación de metas entre los sujetos que cooperan (interdependencia positiva).

- Aumenta la motivación y la significatividad del aprendizaje (inteligencia emocional).

- Se respeta y valora la diversidad como riqueza (inclusión).
- Permite conocer diferentes temas y adquirir nueva información.[14]

La implantación de una estructura colaborativa en educación sólo puede construirse sobre la base de una cultura de la cooperación que:
- Conciba el aprendizaje como un proceso de construcción en el que la interacción es básica.

- Introduzca la idea de éxito o fracaso en el aprendizaje como una realidad compartida en las que todos/as ganan o pierden.

- Rompa con los modelos transmisivos tradicionales y abra espacios para el trabajo autónomo y para el trabajo colaborativo.

- Establezca, en definitiva, que el ser humano se construye en la interacción social.[15]

### El conocimiento escolar y el trabajo colaborativo
Los cambios sociales que en los últimos años introdujeron las tecnologías de la información y la comunicación (TIC) son muy importantes. Y como todos los grandes cambios sociales, atraviesan la vida de todas las personas. Esto hace que hoy se vuelva imprescindible la incorporación, la integración y el aprovechamiento pedagógico de estas tecnologías en la escuela. El estar conectados y poder participar del mundo de la comunicación y la información es parte ya de un derecho ciudadano. Las nuevas maneras de vivir y trabajar juntos, los nuevos modos de comunicación y de relaciones están transformando los escenarios educativos y las formas de enseñar y aprender. El espacio, el tiempo, la naturaleza y las comunicaciones no se piensan igual que antes de contar con las tecnologías que ampliaron el mundo y su mirada. Hoy las tecnologías permiten disponer como nunca antes de un enorme archivo de la cultura y participar de procesos de construcción colectiva de conocimientos de una manera que antes no se conocía. Las escuelas se vuelven entonces espacios fundamentales para lograr la inclusión digital y hacer que los jóvenes de todos los sectores tengan acceso a la tecnología y a lo que ellas posibilitan. El valor del trabajo colaborativo responde a un modelo pedagógico que pone el acento en la interacción y la construcción colectiva de conocimientos, que sin duda se optimizan cuando se combinan con el trabajo en red. La colaboración en el contexto del aula invita a docentes y estudiantes a caminar juntos, sumando esfuerzos, talentos y competencias. Incentiva el aprender haciendo, el aprender interactuando, el aprender compartiendo.

## Trabajo colaborativo como cultura.
En pocas ocasiones se ha hecho referencia a esta estrategia como un modelo cultural, sea en el aspecto laboral o educativo, pero la mejor forma de comprender el momento actual es que las relaciones interpersonales se encuentran entretejidas a partir del lenguaje como técnica principal de esa forma de cultivo de lo humano, por tanto, podemos acercar la definición de cultura como una técnica de supervivencia, un instrumento de conservación, esta definición de cultura poco trabajada en los espacios académicos permite comprender los niveles de relación que la telemática y sus procesos han traído a las relaciones e intercambios en todas las culturas alrededor del mundo.
Esta técnica permite romper con un concepción estructural del comportamiento de los sujetos que se han construido como tales en el modelo occidental y liberal, pues al tener el elemento que pone en crisis el modelo de competencia individual, cambiando la concepción de competencia y competitividad por uno de colectivo o una mirada del común, la idea de comunitaria de trabajo, en consecución del acrecentamiento del conocimiento y el saber como ese fin común, no restringido y cerrado como los círculos espacializados. Lo que implica que el conocimiento se ponga en circulación, no como aporte individualizado, sino como un espacio común y de crítica al modelo sobre el que se ha entendido el conocimiento individualizado en su proceso hasta ahora.

## Crítica
Varias críticas han desafiado el optimismo prevaleciente con el que se ve la producción entre pares.
Daniel Kreiss, Megan Finn y Fred Turner critican la perspectiva de consenso sobre la producción entre pares como utópica. Al afirmar que este nuevo modo de producción desafía la forma tradicional de burocracia, hacen referencia al análisis de Max Weber sobre la burocracia moderna e instan a que este análisis se aplique a la producción entre pares. Argumentan que la burocracia está mejor equipada para manejar los problemas sociales que la producción entre pares, lo que consideran insostenible. A medida que la burocracia promueve un funcionamiento de la sociedad racionalmente organizado y orientado a las reglas, Kreiss, Finn y Turner afirman que la producción entre pares socava este aspecto debido a su tendencia a alentar el comportamiento individual basado en la moral privada.
Otros críticos afirman que la naturaleza participativa de la producción entre pares puede generar información errónea y productos de calidad inferior.
Además de estos puntos de vista, algunos críticos afirman que la producción entre pares funciona mejor en algunos contextos que en otros. Algunos indican que es menos eficiente fuera del desarrollo de software, y que requerirá una búsqueda de nuevas formas de garantizar la calidad. La producción entre pares puede producir obras funcionales como enciclopedias de manera más competente que las obras creativas. A pesar del valioso potencial de la producción entre pares, varios críticos continúan dudando de una amplia colaboración y su capacidad para producir resultados de alta calidad.